# Åseral
Åseral est une kommune de Norvège. Elle est située dans le comté d'Agder.
Le centre administratif de la municipalité est le village de Kyrkjebygda. D'autres villages incluent Eikerapen, Kylland, Ljosland, and Åknes.

## Géographie
|            | Bygland |                 |
| Kvinesdal  | Åseral  |                 |
| Hægebostad | Lyngdal | Evje og Hornnes |

Åseral possède trois aires protégées : la réserve naturelle de Hovassdalen, celle de Skorskog et la zone de conservation du paysage de Setesdal Vesthei Ryfylkeheiane.

## Histoire
La municipalité appartenait au comté d'Aust-Agder jusqu'en 1880, puis au comté de Vest-Agder jusqu'à leur fusion en 2020. 
L'église d'Åseral située à Kyrkjebygda date de 1822.

## Politique
Depuis 2019, la maire de la kommune est Inger Lise Lund Stulien, du Parti travailliste. En 2023, elle est réélue pour un deuxième mandat, jusqu'en 2027.
Le conseil municipal est composé de 17 membres et est élu tous les quatre ans. Sur la période 2023-2027, il y a 6 membres du Parti travailliste, 4 du Parti du centre, 4 des démocrates chrétiens et 3 des conservateurs.

## Économie
En 2019, quasiment un tiers des emplois de la commune étaient dans le domaine de l'agriculture et de la sylviculture.
Sept centrales hydroélectriques sont situées sur le territoire de la commune, dont la plus importante est celle de Skjerka.
Åseral possède trois stations de sports d'hiver, dans les villages de Bortelid, Ljosland et de Eikerapen.

## Culture locale et patrimoine
Le village d'Eikerapen accueille aussi un festival de musique traditionnelle, Eikerapen Roots Festival, depuis 2004.
En 2010, le centre culturel Minne Åseral est inauguré à Kyrkjebygda. Il abrite des expositions, un musée du village, un office de tourisme et un café.
Il y a trois églises dans la kommune, à Ljosland, Åknes et Kyrkjebygda.

## Galerie

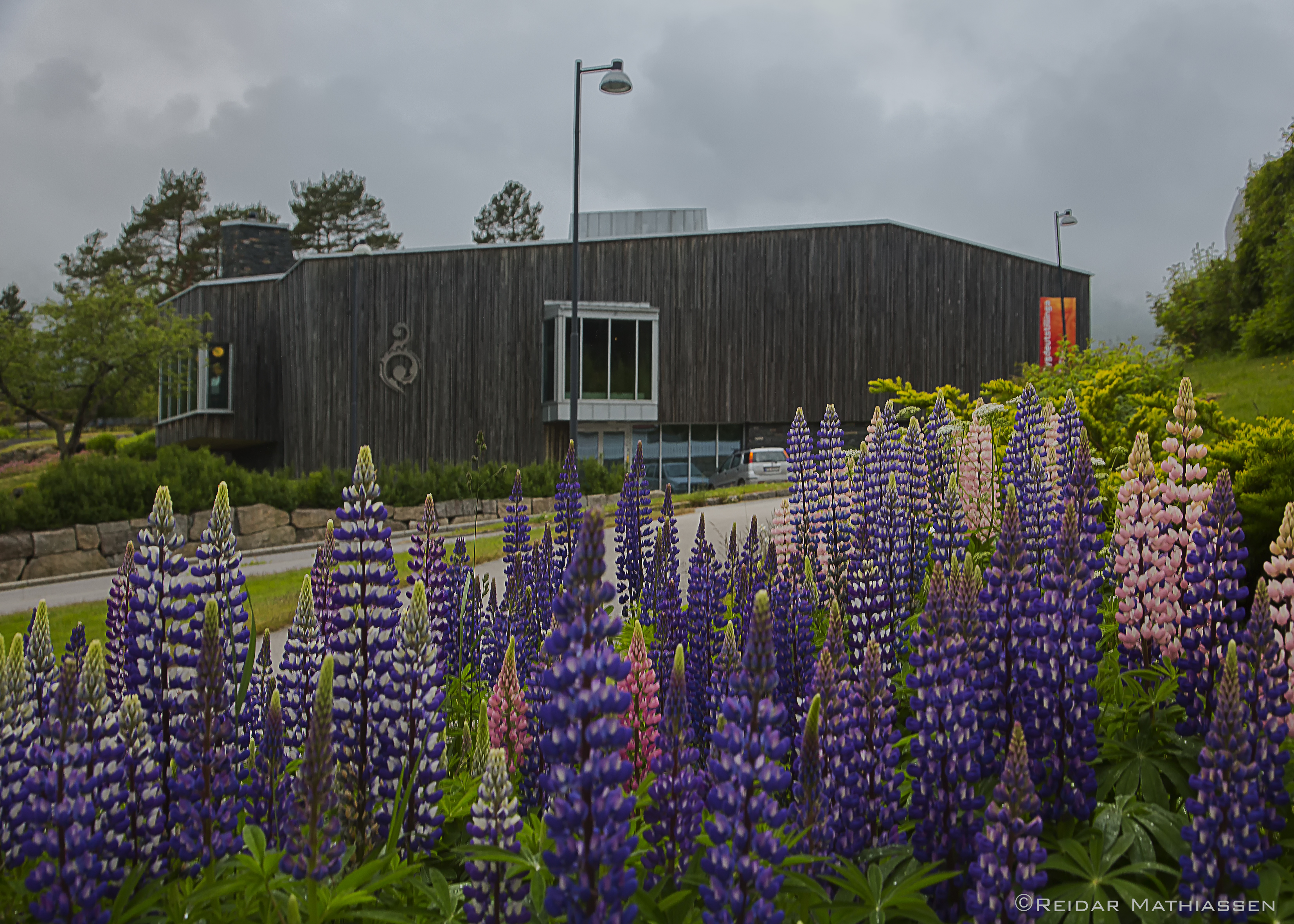
Centre culturel
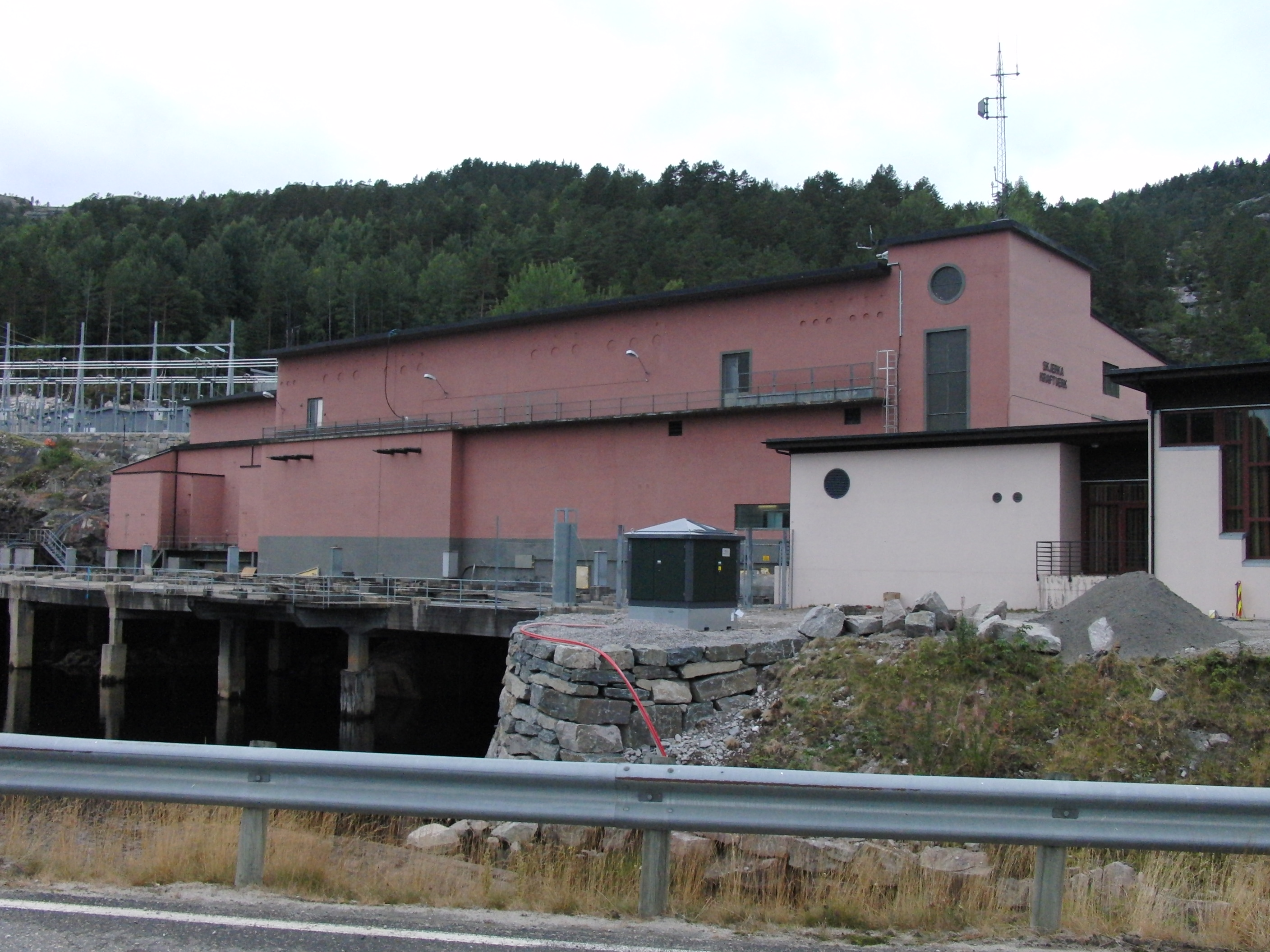
Centrale hydroélectrique de Skjerka
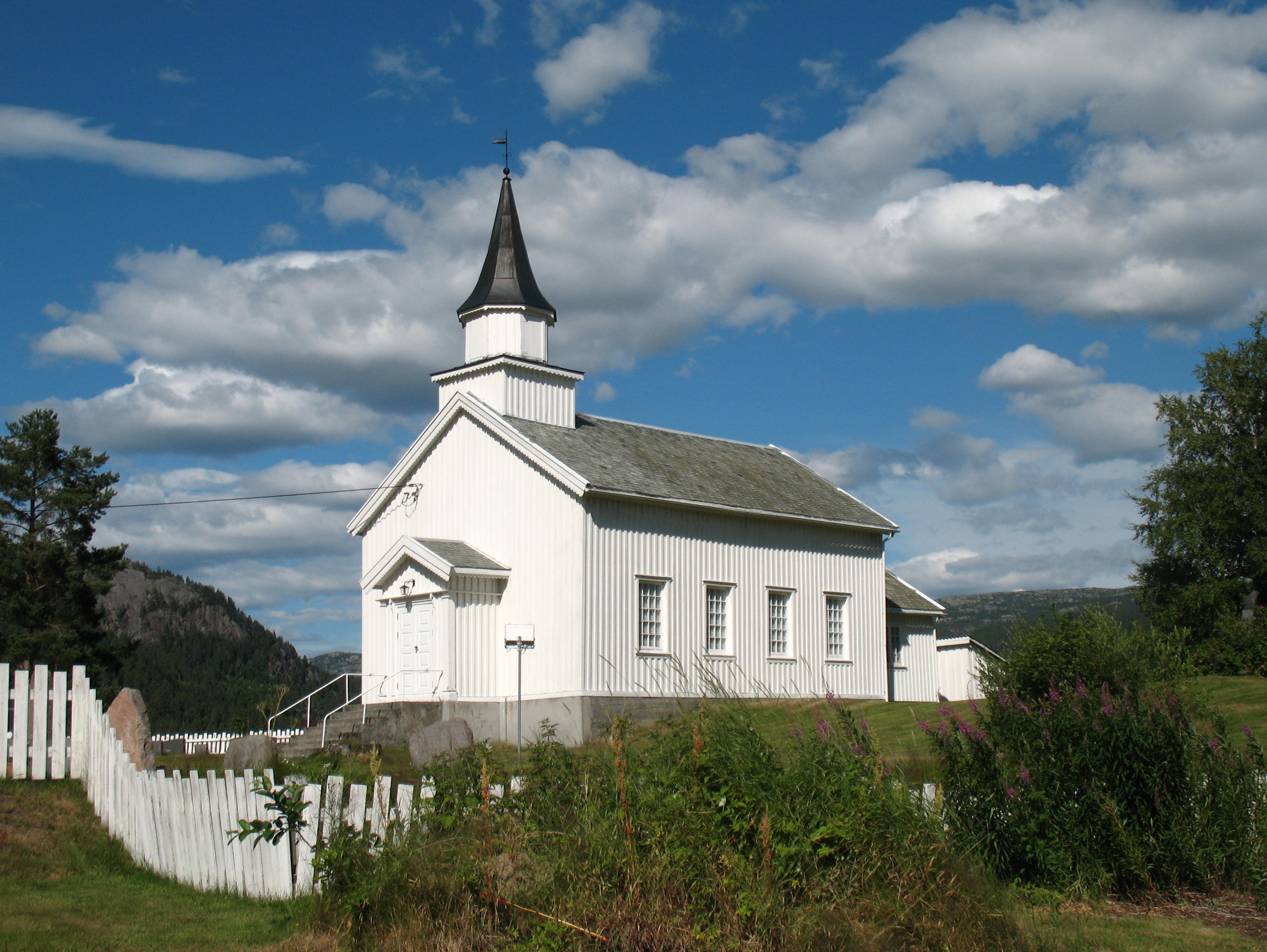
Église de Åknes
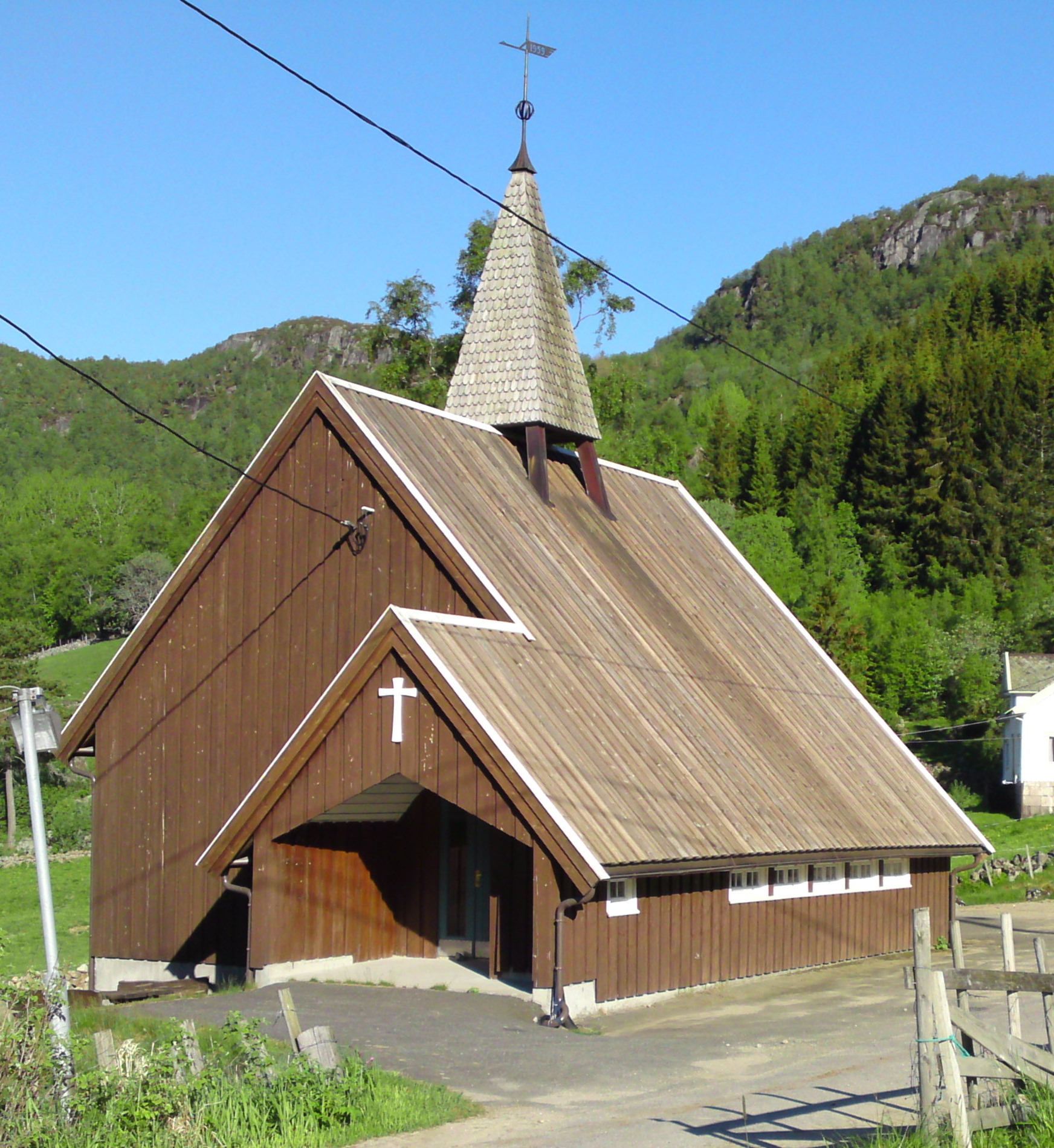
Église de Ljosland

## Personnalités liées à la commune
- Lars Knutson Liestøl (en) (1839-1912), homme politique
- Knut Liestøl (en) (1881-1952), homme politique et promoteur du norvégien nynorsk